# Luis Miguel Rodríguez
Luis Miguel Rodríguez (3 de maio de 1973) é um jogador de beisebol cubano.

## Carreira
Luis Miguel Rodríguez conquistou uma medalha de prata nos Jogos Olímpicos de 2008.